# أحمد كان دوران
أحمد كان دوران (بالتركية: Ahmet Can Duran)‏ مواليد 28 يناير 1999 في أفيون قره حصار، تركيا، هو لاعب كرة سلة تركي. بدأ مسيرته الاحترافية في سنة 2014. يلعب كلاعب وسط. يحمل الرقم 9. يلعب مع فنربخشة لكرة السلة في الدوري التركي لكرة السلة.

## روابط خارجية
- أحمد كان دوران على موقع الدوري الأوروبي لكرة السلة (الإنجليزية)
- أحمد كان دوران على موقع كرة السلة الأوروبية.كوم (الإنجليزية)
- أحمد كان دوران على موقع DraftExpress.com (الإنجليزية)